# Wilhelm Gotthilf Friedrich Helmershausen
Wilhelm Gotthilf Friedrich Helmershausen (geboren 21. Juni 1727 in Weimar; gestorben 24. Dezember 1782 in Thalbürgel) war unter anderem Hofadvokat, Mitglied des Weimarer Ratskollegiums, Stadtrichter und Bürgermeister.

## Leben
Wilhelm Helmershausen war Sohn des Sachsen-Weimarischen Oberkonsistorialrates Georg Friedrich Helmershausen (1684–1757). Er entstammte dessen dritter Ehe. Damit war er auch ein Enkel des Sachsen-Weimarischen Kammerrats und Strumpffabrikanten Georg Caspar Helmershausen, in dessen Auftrag 1709 ein Gebäude am Frauenplan in Weimar errichtet worden war, das als Goethes Wohnhaus Berühmtheit erlangen sollte. Gemeinsam mit seinem Bruder Paul Johann Friedrich Helmershausen war er später Mitbesitzer des Hauses am Frauenplan. Gemeinsam vermieteten sie das Haus an Johann Wolfgang von Goethe. Helmershausen befand sich zu diesem Zeitpunkt allerdings schon in seinem letzten Lebensjahr.
Helmershausen wurde als Hofadvokat so bekannt, dass er 1758 in das Weimarer Ratskollegium berufen wurde. Im Jahr 1759 wurde er Stadtrichter und ebenfalls 1759 Bürgermeister. Dieses Amt hatte er bis 1768 inne. Außerdem war er Konsistorialrat und fungierte von 1777 bis zu seinem Tode als Amtmann des Amtes Bürgel.